# Paronychia depressa
Paronychia depressa är en nejlikväxtart som först beskrevs av Torrey och A. Gray, och fick sitt nu gällande namn av Nuttall och Aven Nelson. Paronychia depressa ingår i släktet prasselörter, och familjen nejlikväxter. Utöver nominatformen finns också underarten P. d. depressa.